# Lemont (Illinois)
Lemont è un comune degli Stati Uniti d'America, situato nell'Illinois, nella contea di Cook e in parte nelle contee di DuPage e Will. Si trova a circa 40 km a sud-ovest di Chicago.